# Elk Haus
Elk Haus (código da equipe na UCI: ELK) foi uma equipe de ciclismo profissional continental com base na Áustria, a qual participava em provas da UCI Europe Tour. Foi criada em 2002 sob o nome Elk Haus Radteam-Sportunion.